# Donji Gajtan
Donji Gajtan (em cirílico: Доњи Гајтан) é uma vila da Sérvia localizada no município de Medveđa, pertencente ao distrito de Jablanica, na região de Goljak. A sua população era de 81 habitantes segundo o censo de 2011.

## Demografia
| 1948 | 1953 | 1961 | 1971 | 1981 | 1991 | 2002 | 2011 |
| ---- | ---- | ---- | ---- | ---- | ---- | ---- | ---- |
| 489  | 585  | 526  | 389  | 315  | 160  | 142  | 81   |